# 拉齊基 (津科夫區)
50°2′32″N 34°36′47″E / 50.04222°N 34.61306°E
拉齊基（烏克蘭語：Лазьки），是烏克蘭中部的村莊，隸屬波爾塔瓦州的波爾塔瓦區。該村距離巴季基1公里，面積1.664平方公里，海拔高度121米，2001年人口63。